# Tbiliszi Nemzeti Park
A Tbiliszi Nemzeti Park (grúzul: თბილისის ეროვნული პარკი) Grúzia 10 nemzeti parkjának egyike, amely a névadó Tbiliszi városától 20 kilométerre északra található. Mcheta történelmi városa közvetlenül a park nyugati határán kívül fekszik. A nemzeti parkot 1973-ban hozták létre a korábban már létező (1946-ban létrehozott) Saguramo Nemzeti Rezervátum alapján, és Grúzia legrégebbi nemzeti parkja. A park területe 243 négyzetkilométer.

## Története
Az 1973-ban alapított nemzeti park az 1946-ban létrehozott Saguramói Nemzeti Rezervátumból került kialakítésra, és Grúzia legrégebbi nemzeti parkja. A 2000-es évek elejére elhagyatottá vált, ezért megfosztották a nemzeti parki státusztól. 2007-ben a Saguramói Állami Rezervátum alapján újraindult a működése. A turisztikai infrastruktúra hiánya ellenére 2013-ban a parkban kerékpárutak kijelölésére irányuló munkálatokat végeztek. A munkát a Zöld Borjomi civil szervezet végezte a svájci nagykövetség anyagi támogatásával. 

## Földrajza
A Tbiliszi Nemzeti Park a Nagy-Kaukázus hegység déli lejtőin, Saguramo-hegység lejtőjén és vonulatain, 600 és 1800 méter közötti tengerszint feletti magasságban fekszik, az Ialnoi (1874 m), Saghuram (1385 m), Szabadura és Ikvlivi hegyvonulatok lejtőin az Aragvi folyótól keletre található. Területei hosszirányban a folyóvölgyek mentén húzódnak a Kura folyótól az Ioriig. Területe 23 218,28 hektá, melyet főként tölgy, gyertyán és bükk erdők, valamint cserjések borítanak. A parkban élő védett emlősök közé tartozik a gímszarvas, a hiúz, a barnamedve és az aranysakál. A Tbiliszi és Tianeti közötti aszfaltozott út a park középső részén halad át, a Saguramolalno hegyvonulatát átszelve. A park délnyugati határán a tbiliszi elkerülő autópálya egy szakasza halad végig.  A terület öt fő övezetre oszlik: Saguramo, Gldani, Martkopi, Ghulelebi és Gardabani.
A parkban található főbb kulturális látnivalók: Jvari kolostor, Zedazeni kolostor, Mamkod kolostor, Martkop kolostor, Szent Grigola templom, az Asur Sakdari templom romjai, a romos Vejini palota és az Ilija Csavcsavadzse emlékmúzeum Saguramo faluban.

## Fordítás
- Ez a szócikk részben vagy egészben  a   Tbilisi National Park című angol Wikipédia-szócikk ezen változatának fordításán alapul.  Az eredeti cikk szerkesztőit annak laptörténete sorolja fel. Ez a jelzés csupán a megfogalmazás eredetét és a szerzői jogokat jelzi, nem szolgál a cikkben szereplő információk forrásmegjelöléseként.